# Podział administracyjny Papui-Nowej Gwinei
     Highlands Region
     Islands Region
     Momase Region
     Papua Region

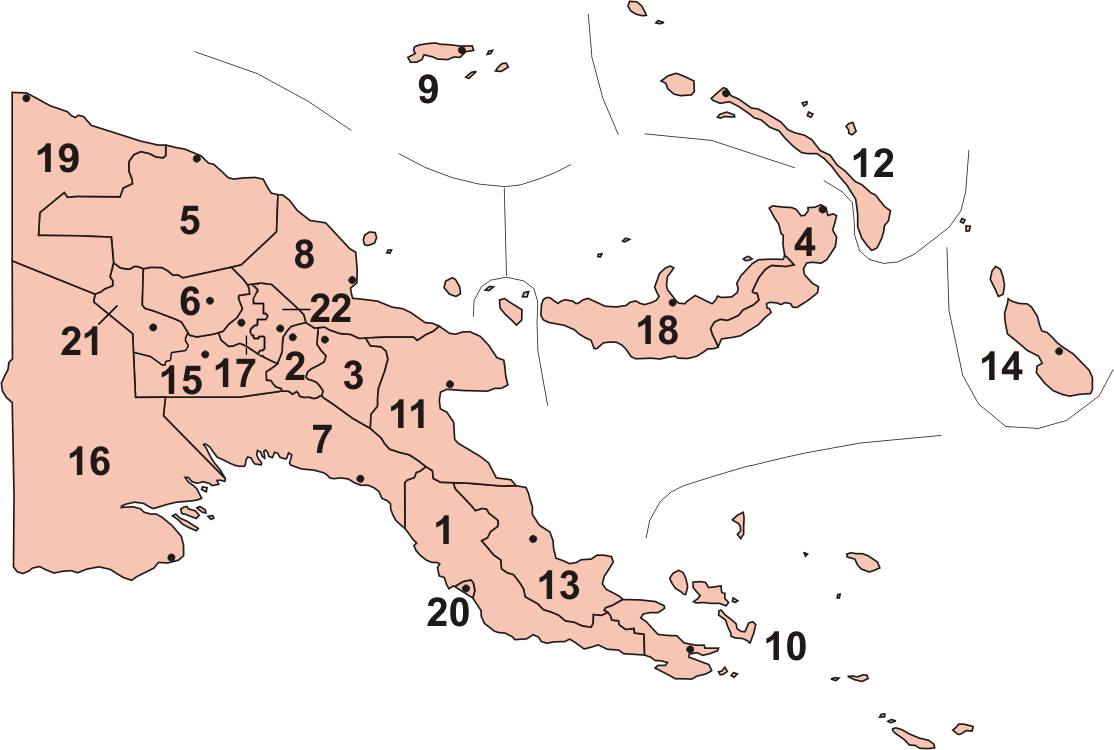
Prowincje Papui-Nowej Gwinei od roku 2012 (oznaczenia w tabeli)

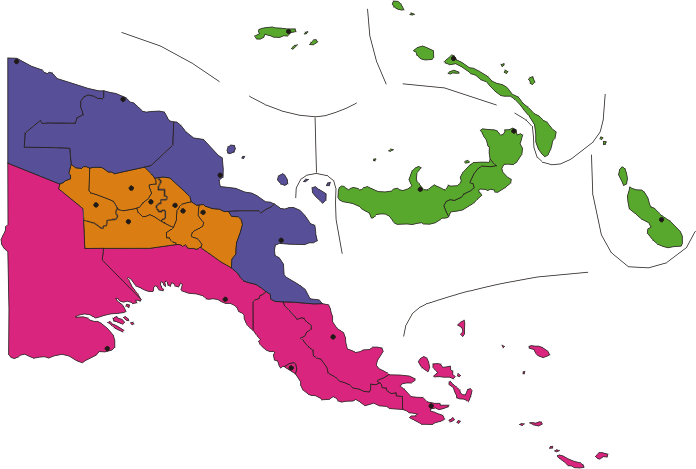
Highlands Region
Islands Region
Momase Region
Papua Region

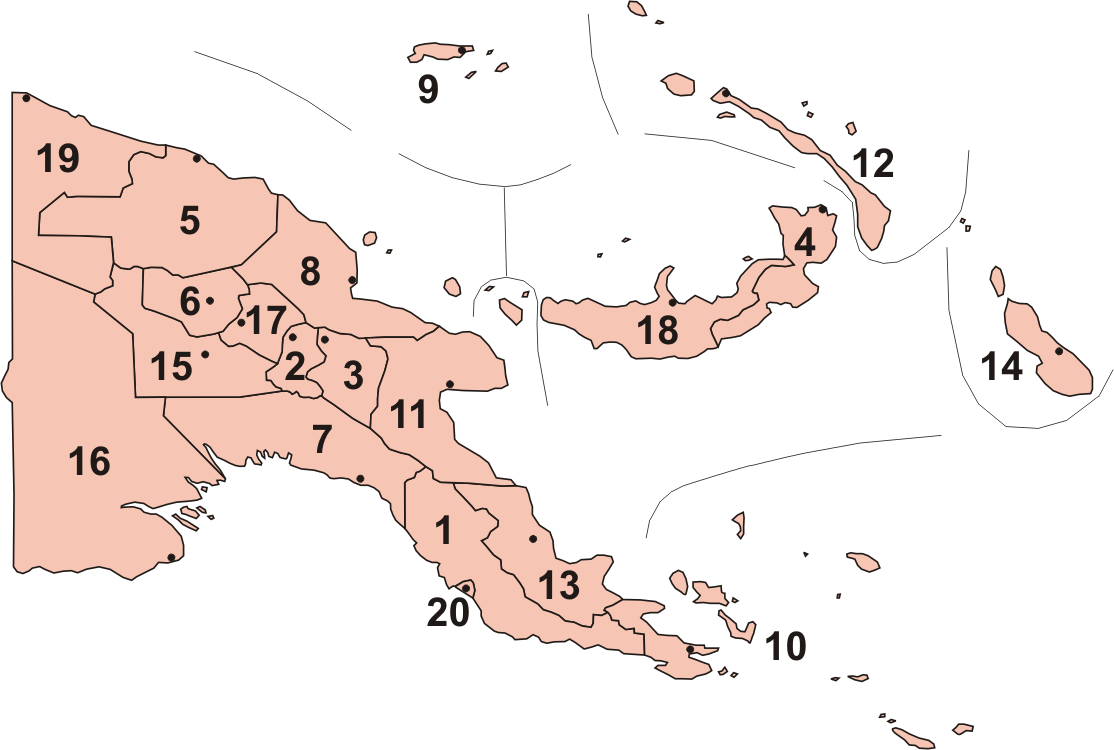
Prowincje Papui-Nowej Gwinei do roku 2012 (oznaczenia w tabeli)

Papua-Nowa Gwinea dzieli się na 4 regiony: Papua Region (zwany też Southern Region), Highlands Region, Momase Region, Islands Region. Te zaś dzielą się na 20 prowincji, jeden region autonomiczny oraz jeden dystrykt stołeczny. Papua Region dzieli się na 5 prowincji i dystrykt stołeczny, Highlands Region na 7 prowincji, Momase Region na 4 prowincje, Islands Region na 4 prowincje i region autonomiczny. Prowincje oraz region autonomiczny dzielą się z kolei na dystrykty, wraz z dystryktem stołecznym jest ich łącznie 87.
Do 17 maja 2012 prowincji było 18, tego dnia weszło w życie rozporządzenie o utworzeniu prowincji Hela i Jiwaka poprzez wyłączenie kilku dystryktów z prowincji Southern Highlands i Western Highlands.
| Lp. | Prowincja                                                    | Ośrodek administracyjny | Powierzchnia (tys. km²) |
| --- | ------------------------------------------------------------ | ----------------------- | ----------------------- |
| 1   | Prowincja Centralna                                          | Port Moresby            | 30,0                    |
| 2   | Chimbu                                                       | Kundiawa                | 6,1                     |
| 3   | Eastern Highlands                                            | Goroka                  | 11,2                    |
| 4   | Nowa Brytania Wschodnia                                      | Kokopo                  | 15,3                    |
| 5   | Sepik Wschodni                                               | Wewak                   | 43,4                    |
| 6   | Enga                                                         | Wabag                   | 11,7                    |
| 7   | Gulf                                                         | Kerema                  | 34,5                    |
| 8   | Madang                                                       | Madang                  | 28,9                    |
| 9   | Manus                                                        | Lorengau                | 2,0                     |
| 10  | Milne Bay                                                    | Alotau                  | 14,3                    |
| 11  | Morobe                                                       | Lae                     | 33,7                    |
| 12  | Nowa Irlandia                                                | Kavieng                 | 9,6                     |
| 13  | Northern (Oro)                                               | Popondetta              | 22,7                    |
| 14  | Bougainville (region autonomiczny) (dawniej: North Solomons) | Buka                    | 9,4                     |
| 15  | Southern Highlands                                           | Mendi                   | 15,1                    |
| 16  | Prowincja Zachodnia                                          | Daru                    | 98,2                    |
| 17  | Western Highlands                                            | Mount Hagen             | 4,3                     |
| 18  | Nowa Brytania Zachodnia                                      | Kimbe                   | 20,4                    |
| 19  | West Sepik (Sandaun)                                         | Vanimo                  | 35,8                    |
| 20  | Dystrykt Stołeczny                                           | Port Moresby            | 0,2                     |
| 21  | Hela                                                         | Tari                    | 10,5                    |
| 22  | Jiwaka                                                       | Kurumul                 | 4,8                     |